# آرام‌روان
آرام‌رُوان (به لاتین: Aramidae) یک خانواده از پرندگان راستهٔ کلنگ‌سانان هستند. آرام‌رو لنگ (Aramus guarauna) تنها عضو زنده این خانواده است، اگرچه گونه‌های دیگری از فسیل‌ها شناخته شده‌اند، مانند Aramus paludigrus از میوسن میانی و Badistornis aramus از الیگوسن.